# Distrito de Sikkim occidental
Sikkim occidental (en hindi: पश्चिम सिक्किम जिला) es un distrito de la India en el estado de Sikkim. Código ISO: IN.SK.WS.
Comprende una superficie de 1 166 km².
El centro administrativo es la ciudad de Geyzing.

## Demografía
Según censo 2011 contaba con una población total de 136 299 habitantes, de los cuales 66 074 eran mujeres y 70 225 varones.